# Association des universités du Pacifique
 (novembre 2022).
La mise en forme du texte ne suit pas les recommandations de Wikipédia : il faut le « wikifier ».
Les points d'amélioration suivants sont les cas les plus fréquents. Le détail des points à revoir est peut-être précisé sur la page de discussion.
- Les titres sont pré-formatés par le logiciel. Ils ne sont ni en capitales, ni en gras.
- Le texte ne doit pas être écrit en capitales (les noms de famille non plus), ni en gras, ni en italique, ni en « petit »…
- Le gras n'est utilisé que pour surligner le titre de l'article dans l'introduction, une seule fois.
- L'italique est rarement utilisé : mots en langue étrangère, titres d'œuvres, noms de bateaux, etc.
- Les citations ne sont pas en italique mais en corps de texte normal. Elles sont entourées par des guillemets français : « et ».
- Les listes à puces sont à éviter, des paragraphes rédigés étant largement préférés. Les tableaux sont à réserver à la présentation de données structurées (résultats, etc.).
- Les appels de note de bas de page (petits chiffres en exposant, introduits par l'outil «  Source ») sont à placer entre la fin de phrase et le point final[comme ça].
- Les liens internes (vers d'autres articles de Wikipédia) sont à choisir avec parcimonie. Créez des liens vers des articles approfondissant le sujet. Les termes génériques sans rapport avec le sujet sont à éviter, ainsi que les répétitions de liens vers un même terme.
- Les liens externes sont à placer uniquement dans une section « Liens externes », à la fin de l'article. Ces liens sont à choisir avec parcimonie suivant les règles définies. Si un lien sert de source à l'article, son insertion dans le texte est à faire par les notes de bas de page.
- La présentation des références doit suivre les conventions bibliographiques. Il est recommandé d'utiliser les modèles {{Ouvrage}}, {{Chapitre}}, {{Article}}, {{Lien web}} et/ou {{Bibliographie}}. Le mode d'édition visuel peut mettre en forme automatiquement les références.
- Insérer une infobox (cadre d'informations à droite) n'est pas obligatoire pour parachever la mise en page.

Pour une aide détaillée, merci de consulter Aide:Wikification.
Si vous pensez que ces points ont été résolus, vous pouvez retirer ce bandeau et améliorer la mise en forme d'un autre article.
L'Association des universités du Pacifique (APRU ; en anglais : Association of Pacific Rim Universities) est un consortium de soixante-et-une universités de recherche de premier plan dans dix-neuf pays du pourtour du Pacifique. Formé en 1997, l'APRU encourage la collaboration entre les universités membres, les chercheurs et les décideurs politiques contribuant au progrès économique, scientifique et culturel dans le Pacifique. Son siège social, l'APRU International University Centre, est situé au Cyberport de Hong Kong.

## Membres
| Établissement                                                | Pays/Région      |
| ------------------------------------------------------------ | ---------------- |
| Université nationale australienne                            | Australie        |
| Université Monash                                            | Australie        |
| Université de Melbourne                                      | Australie        |
| Université de Nouvelle-Galles du Sud                         | Australie        |
| Université du Queensland                                     | Australie        |
| Université de Sydney                                         | Australie        |
| Université Simon Fraser                                      | Canada           |
| Université de la Colombie-Britannique                        | Canada           |
| Université du Chili                                          | Chili            |
| Université Fudan                                             | Chine            |
| Institut de technologie de Harbin                            | Chine            |
| Université de Nankin                                         | Chine            |
| Université de Pékin                                          | Chine            |
| Université Jiao-tong de Shanghai                             | Chine            |
| Université Sun-Yat-sen                                       | Chine            |
| Université Tongji                                            | Chine            |
| Université Tsinghua                                          | Chine            |
| Université de l'Académie chinoise des Sciences               | Chine            |
| Université de sciences et technologie de Chine               | Chine            |
| Université Jiaotong de Xi'an                                 | Chine            |
| Université du Zhejiang                                       | Chine            |
| Université des Andes                                         | Colombie         |
| Universidad San Francisco de Quito                           | Équateur         |
| Université chinoise de Hong Kong                             | Hong Kong        |
| Université des sciences et technologies de Hong Kong         | Hong Kong        |
| Université de Hong Kong                                      | Hong Kong        |
| Université d'Indonésie                                       | Indonésie        |
| Université Keiō                                              | Japon            |
| Université de Kyūshū                                         | Japon            |
| Université de Nagoya                                         | Japon            |
| Université d'Osaka                                           | Japon            |
| Université du Tōhoku                                         | Japon            |
| Université Waseda                                            | Japon            |
| Université de Malaya                                         | Malaisie         |
| Institut de technologie et d'études supérieures de Monterrey | Mexique          |
| Université d'Auckland                                        | Nouvelle-Zélande |
| Université des Philippines                                   | Philippines      |
| Université fédérale d'Extrême-Orient                         | Russie           |
| Université de technologie de Nanyang                         | Singapour        |
| Université nationale de Singapour                            | Singapour        |
| KAIST                                                        | Corée du Sud     |
| Université de Corée                                          | Corée du Sud     |
| POSTECH                                                      | Corée du Sud     |
| Université nationale de Pusan                                | Corée du Sud     |
| Université nationale de Séoul                                | Corée du Sud     |
| Université Yonsei                                            | Corée du Sud     |
| Université nationale de Taïwan                               | Taïwan           |
| Tsing Hua Université nationale Tsing Hua                     | Taïwan           |
| Université Chulalongkorn                                     | Thaïlande        |
| California Institute of Technology                           | États-Unis       |
| Université de Californie à Berkeley                          | États-Unis       |
| Université de Californie à Davis                             | États-Unis       |
| Université de Californie à Los Angeles                       | États-Unis       |
| Université de Californie à Riverside                         | États-Unis       |
| Université de Californie à San Diego                         | États-Unis       |
| Université de Californie à Santa Barbara                     | États-Unis       |
| Université de Californie à Santa Cruz                        | États-Unis       |
| Université d'Hawaï à Mānoa                                   | États-Unis       |
| Université de l'Oregon                                       | États-Unis       |
| Université de Californie du Sud                              | États-Unis       |
| Université de Washington                                     | États-Unis       |

## Comité d'organisation
Le comité directeur est composé de 13 membres, chacun d'entre eux étant des chanceliers, des vice-chanceliers ou des présidents d'universités de l'APRU, ou du personnel du secrétariat international de l'APRU :
- Gene D. Block - Chancelier, UCLA; chaise, APRU
- Rocky S. Tuan — vice-chancelier et président de l'Université chinoise de Hong Kong ; Vice-président, APRU
- Bundhit Eua-arporn — Président, Université Chulalongkorn
- Jin Taek Chung — Président, Université de Corée
- Subra Suresh — Président, Nanyang Technological University, Singapour
- Zhongqin Lin — Président, Université Jiao Tong de Shanghai
- David Garza — Président, Tecnológico de Monterrey
- Dawn Freshwater — Vice-chancelière, Université d'Auckland
- Santa J. Ono - Président et vice-chancelier, Université de la Colombie-Britannique
- Xiang Zhang — Président et vice-chancelier, Université de Hong Kong
- Deborah Terry AO - Vice-chancelière et présidente, Université du Queensland
- Carol Christ - Chancelière, UC Berkeley
- Aiji Tanaka — Président, Université Waseda
- Christopher Tremewan — Secrétaire général, APRU
- Sherman Cheng — directeur financier, APRU

## Secrétariat international
Dirigé par le Secrétaire général, le Secrétariat international de l'APRU coordonne l'agenda et les programmes de l'APRU. Le Secrétariat joue également un rôle déterminant dans la conduite des communications et de la portée mondiale de l'APRU. Le Secrétariat est actuellement basé à Hong Kong et situé au Cyberport.
- Christopher Tremewan, secrétaire général
- Angelique Chan, présidente et directrice de programme, Programme sur le vieillissement de la population
- Anya Wong, agente de programme
- Christina Maria Schönleber, directrice principale, Politiques et programmes de recherche
- Elaine W. Hung, responsable des événements et des relations
- Ellen Yau, agente administrative et financière principale
- Eric Chu, Adjoint exécutif au Secrétaire général
- Jack Ng, directeur, Communications
- Jackie Agnello Wong, directrice, Réseau et programmes étudiants
- Mellissa Withers, Directrice de programme, Programme de santé mondiale
- Sherman S. Cheng, directeur financier
- Takako Izumi, directeur de programme, programme multirisques
- Tina TY Lin, agente principale de programme
- Yekang Ko, Directeur de programme, Programme Villes et paysages durables
- Yong Sik Ok, président et directeur de programme, Programme de gestion durable des déchets
- Chelsey Hawes, coordonnatrice de programme, programme de mentorat APWiL